# Helmut Ballot
Helmut Ballot (Berlijn, 1 augustus 1917 – Düsseldorf, 5 september 1988) was een Duitse kinderboekenschrijver.

## Levensloop
Helmut Ballot was afkomstig uit een familie van hugenoten. Hij groeide op in Berlijn. Na het gymnasium voer hij enige tijd als matroos op zee. Om gezondheidsredenen moest hij hiermee ophouden en hij volgde een opleiding tot exporteur.
Van 1939 tot 1945 nam hij deel aan de Tweede Wereldoorlog als Wehrmachtsoldaat. Na zijn terugkeer uit krijgsgevangenschap was hij werkzaam als koopman in werktuigmachines. Hij woonde vanaf 1964 in Düsseldorf.
Naast zijn werk schreef hij jeugdboeken, meestal over de zeevaart. Zijn grootste succes was het misdaadverhaal Das Haus der Krokodile (1971), dat in 1978 in het Nederlands werd vertaald als Het huis met de krokodillen. Van dit boek werd een Duitse televisieserie gemaakt (1975, 6 afleveringen) en in 2012 een Duitse bioscoopfilm: Das Haus der Krokodile.

## Werken
- Unsere Insel (1952)
- Irrlicht am Nadelkap (1958)
- Seeschwalbe (1961)
- Palle (1965)
- Das Haus der Krokodile (1971) – Het huis met de krokodillen (1978)
- Seeschwalbe Kurs Nordost (1976)

## Het huis met de krokodillen
Victor is met zijn ouders en zusjes in de grote, oude villa van hun oom gaan wonen. Als zijn ouders weg zijn in de vakantie, blijft Victor alleen thuis met zijn zusjes Louise en Cora en een huishoudster, mevrouw Debisch. Op een avond ziet hij een donkere gestalte in een spiegel. Als hij op onderzoek uitgaat, vindt hij het dagboek van een meisje, Cecilia, de dochter van zijn oudoom. Zij is zo'n veertig jaren geleden, op elfjarige leeftijd, in de villa om het leven gekomen, toen zij om onverklaarbare redenen van boven in het hoge trappenhuis naar beneden viel.
Victor volgt de raadselachtige aanwijzingen in haar dagboek. Door de hele villa vindt hij kleine, opgezette krokodillen met lege oogholtes. Mevrouw Debisch probeert zijn detectivewerk te verhinderen. Victor vraagt zich af of zij meer weet. Op de dag van Cecilia's dood, was zij er als oppas. Aan de hand van het dagboek weet hij dan diamanten te vinden, die oom Gustav uit Afrika gesmokkeld heeft als krokodillenogen en die Cecilia in de kroonluchter heeft verstopt. De indringer die Victor in de spiegel zag, blijkt de zoon van mevrouw Debisch te zijn, die ook naar de diamanten op zoek is.
Victor zoekt verder naar de oorzaak van Cecilia's val - is zij gevallen, of toch geduwd? - en probeert het zwijgen in de familie te doorbreken.